# Cláudio Corrêa e Castro
Cláudio Luís Murgel Corrêa e Castro (Rio de Janeiro, 27 de fevereiro de 1928 — Niterói, 16 de agosto de 2005) foi um ator brasileiro, um dos recordistas de participações em telenovelas no Brasil, chegando a atuar em mais de quarenta folhetins. Ficou marcado por tipos como o Sr. Leopoldo de Força de um Desejo, em 1999; o Conde Klaus de Chocolate com Pimenta, em 2003; o Gugu de A Gata Comeu, de 1985; o Vidal de Eu Prometo; e o Arcanjo Gabriel de Deus Nos Acuda, quando atuou ao lado de Dercy Gonçalves.

## Biografia
Cláudio cursou na faculdade de Belas Artes na França, retornou ao Brasil após formado e começou sua carreira de artista como pintor, mas logo o teatro entrou em sua vida. Na década de 1960 foi convidado para ser o primeiro diretor do Teatro de Comédia do Paraná, quando convidou o casal Paulo Goulart e Nicette Bruno para fazerem parte da primeira composição do TCP.
No cinema trabalhou em O Grande Mentecapto, de Oswaldo Caldeira, em 1985, e em Tiradentes, também de Caldeira, de 1999.

## Vida pessoal
Cláudio sofria de diabetes e hipertensão. Morreu de falência de múltiplos órgãos, decorrente de complicações de uma cirurgia cardíaca de ponte de safena realizada em abril de 2005, no Hospital São Lucas, em Copacabana. Tinha três filhos: Guilherme, do primeiro casamento, Gabriel e João Pedro, do segundo.

## Filmografia

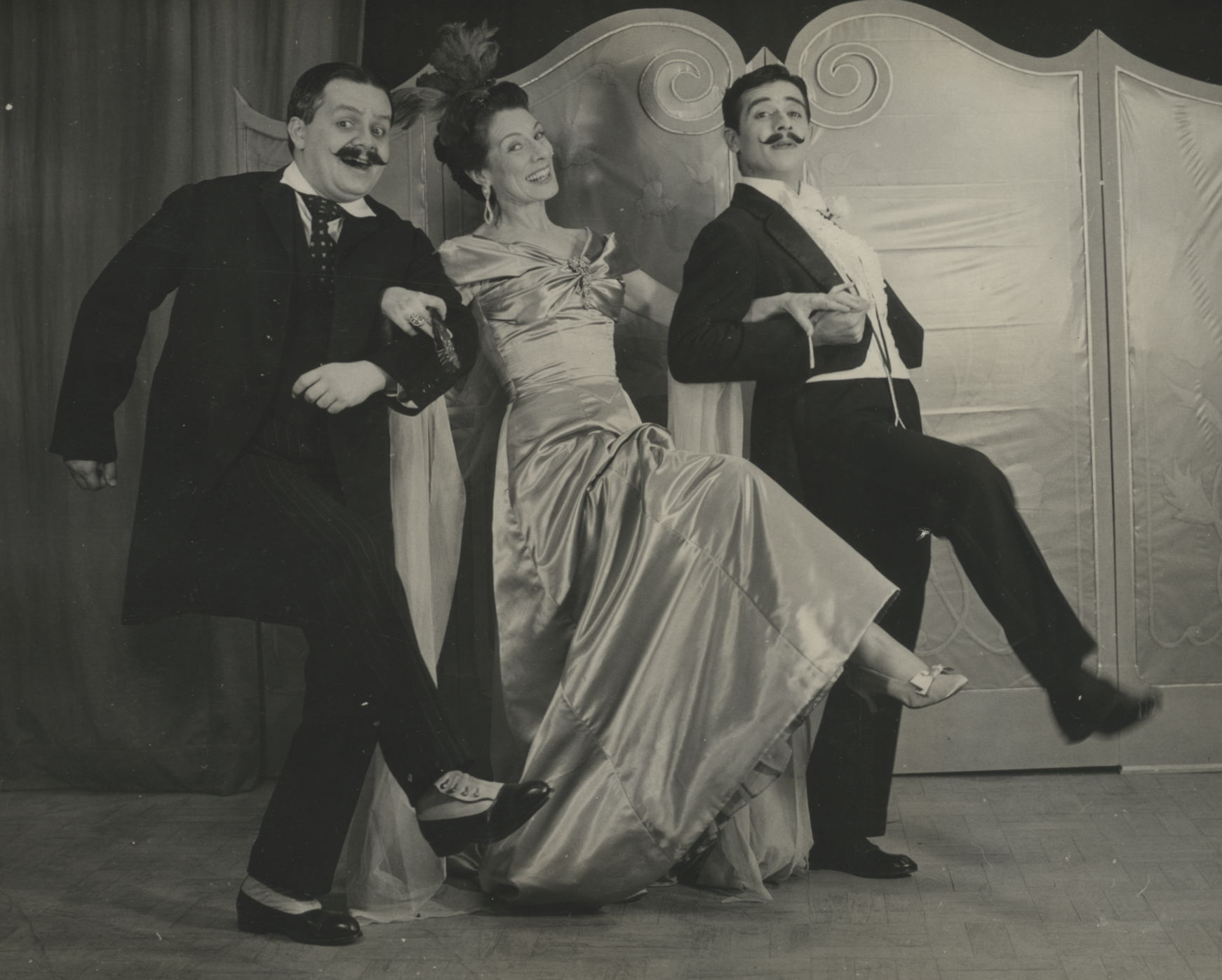
Cláudio Correia e Castro, Maria Sampaio e Roberto Ribeiro em O Chapéu de Palha de Itália (junho de 1958)

### Na televisão
| Ano       | Título                                 | Personagem                                | Emissora       |
| --------- | -------------------------------------- | ----------------------------------------- | -------------- |
| 1968      | A Muralha                              | Manuel Nunes Viana                        | Rede Excelsior |
| 1969      | Dez Vidas                              | Visconde de Barbacena                     | Rede Excelsior |
| 1969      | Os Estranhos                           | Radamés de Castro                         | Rede Excelsior |
| 1969      | Sangue do Meu Sangue                   | Dom Pedro II                              | Rede Excelsior |
| 1970      | O Meu Pé de Laranja Lima               | Manuel Valadares (Portuga)                | Rede Tupi      |
| 1970      | As Bruxas                              | Otto Wagner Manhães                       | Rede Tupi      |
| 1971      | Nossa Filha Gabriela                   | Napoleão Araújo Leme                      | Rede Tupi      |
| 1972      | Camomila e Bem-me-quer                 | José Romão (Romão)                        | Rede Tupi      |
| 1972      | Signo da Esperança                     | Dr. José Henrique Aragão                  | Rede Tupi      |
| 1973      | Mulheres de Areia                      | Virgílio Assunção                         | Rede Tupi      |
| 1974      | Os Inocentes                           | João Flores (Padre João)                  | Rede Tupi      |
| 1975      | A Viagem                               | Daniel Fernandes (Conselheiro Daniel)     | Rede Tupi      |
| 1975      | Meu Rico Português                     | Rodolfo Moraes (Rudolph)                  | Rede Tupi      |
| 1976      | O Julgamento                           | Lourenço Paixão                           | Rede Tupi      |
| 1976      | Xeque-Mate                             | Raffles Bastos                            | Rede Tupi      |
| 1977      | O Profeta                              | Clóvis Moura                              | Rede Tupi      |
| 1978      | Dancin' Days                           | Franklin Prado Cardoso                    | TV Globo       |
| 1979      | Cabocla                                | Boanerges Pereira (Coronel Boanerges)     | TV Globo       |
| 1980      | Chega Mais                             | Belmiro Maia                              | TV Globo       |
| 1980      | As Três Marias                         | Jonas Freitas da Silva                    | TV Globo       |
| 1981      | Jogo da Vida                           | Etevaldo de Alencastro (Dr. Etevaldo)     | TV Globo       |
| 1982      | Lampião e Maria Bonita                 | Euclides Fonseca                          | TV Globo       |
| 1982      | Paraíso                                | Eleutério Ferrabraz (Coronel Eleutério)   | TV Globo       |
| 1983      | Parabéns pra Você                      | Cristovão Moreira Braga                   | TV Globo       |
| 1983      | Eu Prometo                             | Lorival Vidal Marques                     | TV Globo       |
| 1983      | Champagne                              | Ralph Campello                            | TV Globo       |
| 1984      | Transas e Caretas                      | Régis Fontoura                            | TV Globo       |
| 1984      | Caso Verdade                           | Flávio Farina (Eps. "Esperança")          | TV Globo       |
| 1985      | A Gata Comeu                           | Gustavo Penaforte (Gugu)                  | TV Globo       |
| 1986      | Anos Dourados                          | Felipe Carneiro (Dr. Carneiro)            | TV Globo       |
| 1986      | Cambalacho                             | Bóris Monteiro                            | TV Globo       |
| 1986      | Sinhá Moça                             | João Aristides Amorim (Dr. Aristides)     | TV Globo       |
| 1986      | Hipertensão                            | Napoleão Alves                            | TV Globo       |
| 1987      | Bambolê                                | Caio Zambrini Bambriani                   | TV Globo       |
| 1988      | O Primo Basílio                        | Ricardo Mourão                            | TV Globo       |
| 1988      | Vale Tudo                              | Bartolomeu Meirelles                      | TV Globo       |
| 1989      | Tieta                                  | Mariano Rocha (Padre Mariano)             | TV Globo       |
| 1990      | Boca do Lixo                           | Joaquim Junqueira (Junqueira)             | TV Globo       |
| 1990      | Rainha da Sucata                       | Dr. Rogério                               | TV Globo       |
| 1990      | Lua Cheia de Amor                      | empresário                                | TV Globo       |
| 1990      | La Mamma                               | Padre                                     | TV Globo       |
| 1991      | O Dono do Mundo                        | Vicente Arruda                            | TV Globo       |
| 1992      | Deus Nos Acuda                         | Anjo Gabriel                              | TV Globo       |
| 1993      | Agosto                                 | Ilídio Alencar Prado                      | TV Globo       |
| 1994      | A Viagem                               | Carlos Barbosa (Dr. Carlos)               | TV Globo       |
| 1994      | Pátria Minha                           | Valdomiro Bezerra de Quental              | TV Globo       |
| 1994      | Incidente em Antares                   | Vivaldino Brazão (Prefeito Vivaldino)     | TV Globo       |
| 1994      | Quatro por Quatro                      | médico                                    | TV Globo       |
| 1995      | Engraçadinha: Seus Amores Seus Pecados | Arnaldo Perreira de Almeida (Dr. Arnaldo) | TV Globo       |
| 1995      | Malhação                               | juiz Aristides Maia                       | TV Globo       |
| 1995      | História de Amor                       | Rômulo Sampaio                            | TV Globo       |
| 1996      | O Rei do Gado                          | Toni Vendacchio                           | TV Globo       |
| 1996      | Anjo de Mim                            | Inácio Gonçalves                          | TV Globo       |
| 1997      | Anjo Mau                               | Augusto Machado                           | TV Globo       |
| 1998      | Meu Bem Querer                         | Padre Ovídio                              | TV Globo       |
| 1999      | Força de um Desejo                     | Leopoldo Silveira                         | TV Globo       |
| 2000      | O Cravo e a Rosa                       | Normando Castor                           | TV Globo       |
| 2001      | Porto dos Milagres                     | Seu Babau                                 | TV Globo       |
| 2001      | A Padroeira                            | Dom Agostinho de Miranda                  | TV Globo       |
| 2002      | O Quinto dos Infernos                  | Dr. Vieira                                | TV Globo       |
| 2002      | Malhação                               | Juiz Aristides Maia                       | TV Globo       |
| 2002      | Esperança                              | Agostino                                  | TV Globo       |
| 2003      | A Casa das Sete Mulheres               | Bartolomeu Queiroz                        | TV Globo       |
| 2003      | Kubanacan                              | Coronel Tijon                             | TV Globo       |
| 2003      | Chocolate com Pimenta                  | Conde Klaus Von Burgo                     | TV Globo       |
| 2004–2005 | Zorra Total                            | Anacleto                                  | TV Globo       |
| 2004      | Senhora do Destino                     | Dr. Afonso                                | TV Globo       |

### No cinema
| Ano  | Título                                        | Papel                 |
| ---- | --------------------------------------------- | --------------------- |
| 2004 | Irmãos de Fé                                  | Gamaliel              |
| 2001 | Minha Vida em Suas Mãos                       | Homem assaltado       |
| 2000 | Xuxa Popstar                                  | Olímpio               |
| 2000 | Duas Vezes com Helena                         | Padre                 |
| 1999 | Mauá - O Imperador e o Rei                    | Visconde do Uruguai   |
| 1999 | Tiradentes                                    | Veloso                |
| 1997 | O Noviço Rebelde                              | Padre Manuel          |
| 1989 | O Grande Mentecapto                           | Bossman               |
| 1981 | Engraçadinha                                  | Político orador       |
| 1980 | Os Sete Gatinhos                              | Dr. Bordalo           |
| 1980 | Prova de Fogo                                 |                       |
| 1979 | O Caso Cláudia                                | Otto Dorf             |
| 1977 | Elas São do Baralho                           | Eugênio Miranda       |
| 1976 | Tiradentes, o Mártir da Independência         | Visconde de Barbacena |
| 1973 | Amante muito Louca                            | Amâncio               |
| 1967 | O Mundo Alegre de Helô                        | Dr. Quinzinho         |
| 1962 | Cinco Vezes Favela (episódio "Couro de Gato") |                       |
| 1959 | Um Caso de Polícia                            |                       |